# Gerichtsbezirk Kremsmünster

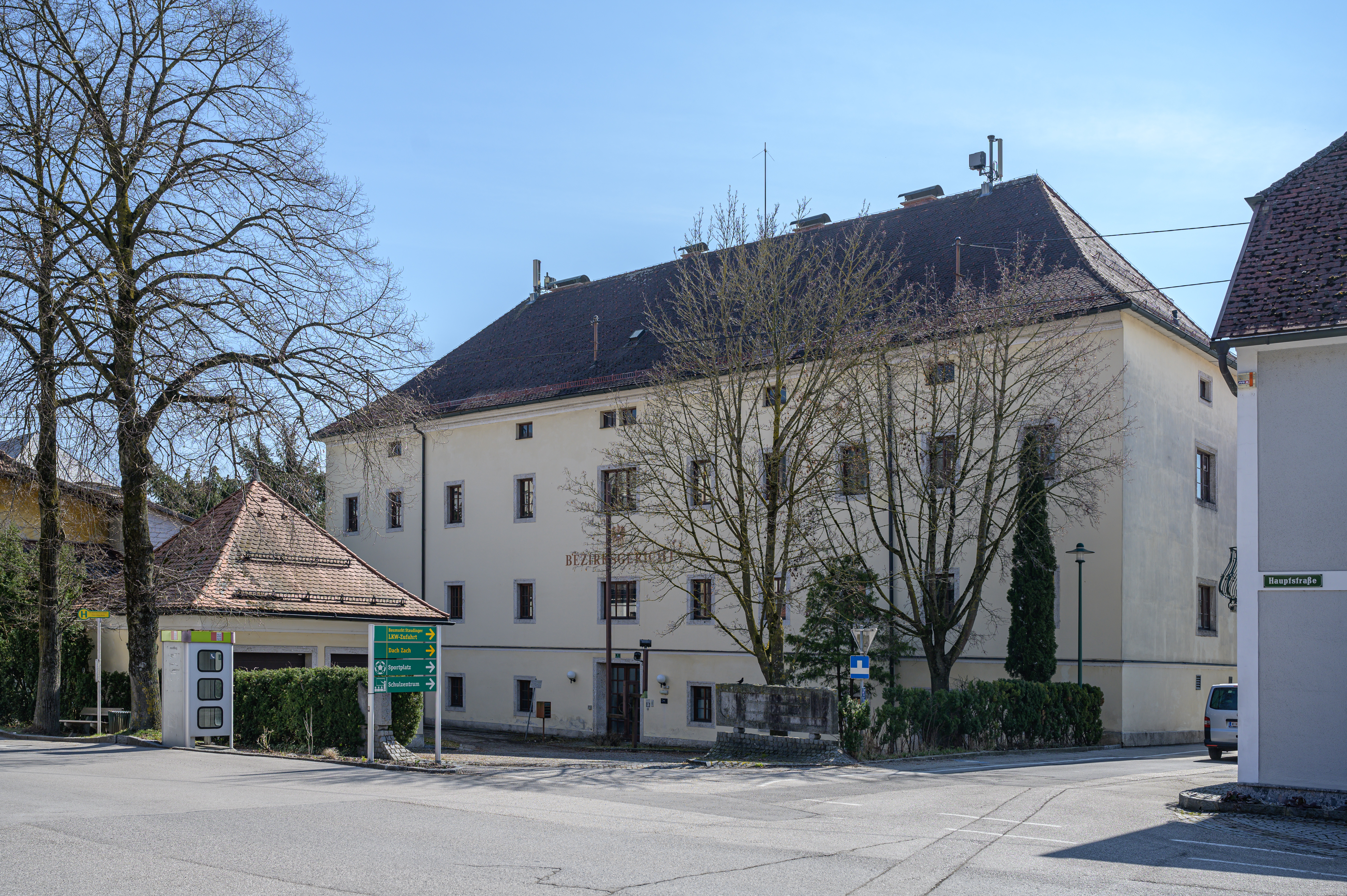
Ehemaliges Bezirksgericht Kremsmünster

Der Gerichtsbezirk Kremsmünster war ein dem Bezirksgericht Kremsmünster unterstehender Gerichtsbezirk, der teilweise im politischen Bezirk Kirchdorf bzw. im Bezirk Steyr-Land (Bundesland Oberösterreich) lag. Der Gerichtsbezirk wurde per 1. Jänner 2003 aufgelöst und das Gebiet den Gerichtsbezirken Kirchdorf an der Krems bzw. Steyr zugewiesen.

## Geschichte
Der Gerichtsbezirk Kremsmünster wurde durch einen Erlass des k.k. Oberlandesgerichtes Linz am 4. Juli 1850 geschaffen und umfasste ursprünglich die 34 Steuergemeinden Au, Dieppersdorf, Dirnberg, Eberstalzell, Feyregg, Fierling, Großmengersdorf, Hall, Hehenberg, Kirchberg, Kremsegg, Kremsmünster, Krift, Leombach, Mairdorf, Mayrsdorf, Möderndorf, Mühlgrub, Penzendorf, Pfarrkirchen, Ried, Rohr, Rührndorf, Sadlödt, Schachadorf, Schnarrendorf, Sipbachzell, Strinzing, Unterburgfried, Voitsdorf, Wartberg, Wipfing, Wolfgangstein und Zenndorf.
Der Gerichtsbezirk bildete im Zuge der Trennung der politischen von der judikativen Verwaltung
ab 1868 gemeinsam mit Gerichtsbezirken Steyr, Weyer und Neuhofen den Bezirk Steyr-Land.
Nach der Machtübernahme der Nationalsozialisten wurden die Gemeinden Kremsmünster Land, Kremsmünster-Markt, Ried im Traunkreis und Wartberg an der Krems aus dem Bezirk Steyr Land herausgelöst und dem Bezirk Kirchdorf zugewiesen. Der Gerichtsbezirk Kremsmünster war in der Folge auf die beiden Bezirke Kirchdorf und Steyr Land aufgeteilt.
Mit der Bezirksgerichts-Verordnung der Österreichischen Bundesregierung wurde am 12. November 2002 die Auflösung des Gerichtsbezirks Kremsmünster und die Zuweisung des Gebietes zu den Gerichtsbezirken Kirchdorf an der Krems bzw. Steyr beschlossen. Mit dem 1. Jänner 2003 trat die Verordnung in Kraft und die Gemeinden Kremsmünster, Ried im Traunkreis und Wartberg an der Krems wurden dem Gerichtsbezirk Kirchdorf an der Krems zugeschlagen. Die Gemeinden Bad Hall, Pfarrkirchen bei Bad Hall und Rohr im Kremstal wurden dem Gerichtsbezirk Steyr zugewiesen.

## Gerichtssprengel
Der Gerichtssprengel umfasste zum Zeitpunkt der Auflösung die sechs Gemeinden Bad Hall, Kremsmünster, Pfarrkirchen bei Bad Hall, Ried im Traunkreis, Rohr im Kremstal und Wartberg an der Krems.